# Raphael Ayagwa
Raphael Ayagwa (Gboko, 13 febbraio 1998) è un calciatore nigeriano, centrocampista del We SC.

## Carriera

### Club
Ayagwa ha vestito la maglia delle Lobi Stars, prima di accordarsi con il Plateau United.
Il 15 agosto 2018, i norvegesi del Lillestrøm hanno reso noto l'ingaggio di Ayagwa, che si è legato al nuovo club con un contratto valido fino al 31 dicembre 2022. Il trasferimento è stato reso possibile anche grazie all'intervento economico di privati.
Ha esordito in Eliteserien in data 24 settembre 2018, subentrando ad Arnór Smárason nella vittoria casalinga per 1-0 sul Tromsø.
Il 25 giugno 2019 ha rescisso il contratto che lo legava al Lillestrøm.
Tornato in forza alle Lobi Stars, il 3 novembre 2019 ha ricominciato a calcare i campi da calcio nigeriani: è stato schierato titolare nella partita persa per 3-1 sul campo della sua ex squadra del Plateau United.
L'11 gennaio 2020 è stato tesserato dagli statunitensi del Tulsa. L'11 febbraio 2021 ha firmato per una nuova stagione.
A partire da gennaio 2022, ha fatto ritorno ai Lobi Stars.

### Nazionale
Ayagwa ha esordito per la Nigeria in data 19 agosto 2017, subentrando ad Ifeanyi Ifeanyi nella vittoria per 2-0 contro il Benin, sfida valida per le qualificazioni al campionato delle Nazioni Africane 2018.

## Statistiche

### Presenze e reti nei club
Statistiche aggiornate al 27 febbraio 2023.
| Stagione          | Club              | Campionato        | Campionato | Campionato | Coppe nazionali | Coppe nazionali | Coppe nazionali | Coppe continentali | Coppe continentali | Coppe continentali | Supercoppe | Supercoppe | Supercoppe | Totale | Totale |
| Stagione          | Club              | Comp              | Pres       | Reti       | Comp            | Pres            | Reti            | Comp               | Pres               | Reti               | Comp       | Pres       | Reti       | Pres   | Reti   |
| ----------------- | ----------------- | ----------------- | ---------- | ---------- | --------------- | --------------- | --------------- | ------------------ | ------------------ | ------------------ | ---------- | ---------- | ---------- | ------ | ------ |
| 2016              | Lobi Stars        | PL                | ?          | ?          | CN              | ?               | ?               | -                  | -                  | -                  | -          | -          | -          | ?      | ?      |
| 2017              | Lobi Stars        | PL                | ?          | ?          | CN              | ?               | ?               | -                  | -                  | -                  | -          | -          | -          | ?      | ?      |
| gen.-ago. 2018    | Plateau Utd       | PL                | ?          | ?          | CN              | ?               | ?               | CCL+CCC            | 2+2                | 2+0                | -          | -          | -          | 4+     | 2+     |
| ago.-dic. 2018    | Lillestrøm        | ES                | 2          | 0          | CN              | 1               | 0               | UEL                | -                  | -                  | SN         | -          | -          | 3      | 0      |
| gen.-giu. 2019    | Lillestrøm        | ES                | 1          | 0          | CN              | 0               | 0               | -                  | -                  | -                  | -          | -          | -          | 1      | 0      |
| Totale Lillestrøm | Totale Lillestrøm | Totale Lillestrøm | 3          | 0          |                 | 1               | 0               |                    | -                  | -                  |            | -          | -          | 4      | 0      |
| 2019-gen. 2020    | Lobi Stars        | PL                | 9          | 0          | CN              | ?               | ?               | -                  | -                  | -                  | -          | -          | -          | 9+     | 0+     |
| 2020              | FC Tulsa          | USL               | 16         | 0          | -               | -               | -               | -                  | -                  | -                  | -          | -          | -          | 16     | 0      |
| 2021              | FC Tulsa          | USL               | 16         | 0          | -               | -               | -               | -                  | -                  | -                  | -          | -          | -          | 16     | 0      |
| Totale FC Tulsa   | Totale FC Tulsa   | Totale FC Tulsa   | 32         | 0          |                 | -               | -               |                    | -                  | -                  |            | -          | -          | 32     | 0      |
| gen.-giu. 2022    | Lobi Stars        | PL                | 23         | 2          | CN              | ?               | ?               | -                  | -                  | -                  | -          | -          | -          | 23     | 2      |
| Totale Lobi Stars | Totale Lobi Stars | Totale Lobi Stars | 32+        | 2+         |                 | ?               | ?               |                    | -                  | -                  |            | -          | -          | 32+    | 2+     |
| 2022-2023         | Aswan             | 1L                | 16         | 0          | -               | -               | -               | -                  | -                  | -                  | -          | -          | -          | 16     | 0      |
| Totale            | Totale            | Totale            | 83+        | 2+         |                 | 1+              | 0+              |                    | 4                  | 2                  |            | -          | -          | 88+    | 4+     |

### Cronologia presenze e reti in nazionale
| Cronologia completa delle presenze e delle reti in nazionale ― Nigeria | Cronologia completa delle presenze e delle reti in nazionale ― Nigeria | Cronologia completa delle presenze e delle reti in nazionale ― Nigeria | Cronologia completa delle presenze e delle reti in nazionale ― Nigeria | Cronologia completa delle presenze e delle reti in nazionale ― Nigeria | Cronologia completa delle presenze e delle reti in nazionale ― Nigeria | Cronologia completa delle presenze e delle reti in nazionale ― Nigeria | Cronologia completa delle presenze e delle reti in nazionale ― Nigeria |
| Data                                                                   | Città                                                                  | In casa                                                                | Risultato                                                              | Ospiti                                                                 | Competizione                                                           | Reti                                                                   | Note                                                                   |
| ---------------------------------------------------------------------- | ---------------------------------------------------------------------- | ---------------------------------------------------------------------- | ---------------------------------------------------------------------- | ---------------------------------------------------------------------- | ---------------------------------------------------------------------- | ---------------------------------------------------------------------- | ---------------------------------------------------------------------- |
| 19-8-2017                                                              | Kano                                                                   | Nigeria                                                                | 2 – 0                                                                  | Benin                                                                  | Qual. al Campionato delle Nazioni Africane 2018                        | -                                                                      |                                                                        |
| Totale                                                                 |                                                                        | Presenze                                                               | 1                                                                      |                                                                        | Reti                                                                   | 0                                                                      |                                                                        |